# Frederick Erroll
Frederick James Erroll (ur. 27 maja 1914, zm. 14 września 2000) – brytyjski polityk, członek Partii Konserwatywnej, minister w rządach Harolda Macmillana i Aleca Douglasa-Home’a.
Był synem inżynera George’a Murisona Bergmansa (rodzina zmieniła nazwisko na Erroll podczas I wojny światowej) i Kathleen Donovan Edington, córki właściciela kuźni z Glasgow. Wykształcenie odebrał w Oudnle School oraz w Trinity College na Uniwersytecie w Cambridge. W latach 1936–1938 był inżynierem w Metropolitan-Vickers Electrical Co. Ltd w Manchesterze.
Podczas II wojny światowej został przydzielony do 4 pułku County of London Yeomanry (Sharpshooters) w Armii Terytorialnej. Zajmował się głównie konstrukcją czołów i ich testowaniem. W latach 1940–1943 był doradcą Naczelnego Dowództwa w Azji Południowo-Wschodniej. W latach 1944–1945 służył w Indiach i Birmie. Z armii odszedł w 1945 r. w stopniu pułkownika.
W 1945 r. został wybrany do Izby Gmin jako reprezentant okręgu Altrincham and Sale. W latach 1955–1956 był parlamentarnym sekretarzem w ministerstwie zaopatrzenia. Następnie był parlamentarnym sekretarzem przy Zarządzie Handlu. W latach 1958–1959 był ekonomicznym sekretarzem skarbu, a potem do 1961 r. ministrem stanu ds. handlu. W 1961 r. został członkiem gabinetu jako przewodniczący Zarządu Handlu. W latach 1963–1964 był ministrem mocy.
Erroll zasiadał w Izbie Gmin do 1964 r. Następnie otrzymał tytuł 1. barona Erroll of Hale i zasiadł w Izbie Lordów. Po reformie izby wyższej z 1999 r. pozostał jej członkiem jak dożywotni baron Erroll of Kilmun. W latach 1985–1991 zasiadał w komisji nauki i technologii. Zmarł w 2000 r. Wraz z jego śmiercią wygasł tytuł barona Erroll of Hale.